# ISO 19137
Lo standard ISO19137 - Core profile of the spatial schema fa parte degli standard prodotti da ISO/TC211 e definisce il profilo core dello schema spaziale descritto dallo standard ISO 19107 ed in accordo con ISO 19106.
In questo standard è elencato il set minimo di elementi geometrici necessari per la creazione efficiente di uno schema spaziale.
Questo profilo core supporta molti dei formati spaziali e dei linguaggi di descrizione già sviluppati ed in uso in diversi paesi e organizzazioni che gestiscono dati geografici.